# Каменное (озеро, Мамлютский район)
Каменное (каз. Каменное) — озеро в Мамлютском районе Северо-Казахстанской области Казахстана. Находится в 4 км к северу от села Белое.
По данным топографической съёмки 1940-х годов, площадь поверхности озера составляет 2,6 км². Наибольшая длина озера — 1,9 км, наибольшая ширина — 1,8 км. Длина береговой линии составляет 5,8 км, развитие береговой линии — 1,01. Озеро расположено на высоте 129,4 м над уровнем моря.
Озеро входит в перечень рыбохозяйственных водоёмов местного значения.